# Melissa Chan
Melissa Chan, née le 2 juin 1980 à Hong Kong, est une journaliste américaine, correspondante d'Al Jazeera en Chine depuis 2007, qui a été expulsée en 2012. 
C'était la première fois depuis 1998 qu'une journaliste étrangère est expulsée de Chine.  
En septembre 2010, Melissa Chan pose la question de l'utilisation de l'argent alloué pour aider les survivants et pour la reconstruction à la suite du séisme de 2010 de Yushu. Si les chiffres officiels sont corrects, on pourrait s'attendre à des changements importants sur le terrain. Récemment, le gouvernement a même adopté un règlement exigeant des principales ONG qu'elles transfèrent tous les dons pour le tremblement de terre à des administrateurs locaux. Les fonctionnaires disent que c'est pour mieux suivre - et pour une meilleure utilisation - les 1,57 milliard de dollars américains en dons pour aider les victimes. Mais une telle démarche n'est jamais survenue auparavant, et cela crée un précédent dont certains disent qu'il est un pas en arrière pour la société civile en Chine, mettant les ONG fermement sous le contrôle du gouvernement.